# Rhyacia pseudosimulans
Rhyacia pseudosimulans är en fjärilsart som beskrevs av Igor Kozhanchikov 1930. Rhyacia pseudosimulans ingår i släktet Rhyacia och familjen nattflyn. Inga underarter finns listade.